# Vijeće Europe
Vijeće Europe (engleski: Council of Europe, francuski: Conseil de l'Europe, njemački: Europarat) je međunarodna organizacija 46 država članica šire europske regije, čiji su glavni zadaci jačanje demokracije, zaštite ljudskih prava i pravne države na europskom kontinentu. Najveći doseg Vijeća Europe ogleda se u Europskoj konvenciji o ljudskim pravima, potpisanoj 1950. godine, i koja služi kao osnovni pravni dokument Europskom sudu za ljudska prava.
Sjedište Vijeća Europe je u Strasbourgu na francusko-njemačkoj granici. Prvotno sjedište je bilo u palači strasburškog sveučilišta, dok se sad nalazi u Palais de l'Europe (Palača Europe). Članstvo u Vijeću Europe otvoreno je svim europskim demokratskim državama koje su prihvatile načelo vladavine prava, višestranačku demokraciju i koje jamče temeljna ljudska prava i slobode svojim građanima. Trenutna glavna tajnica Vijeća Europe je hrvatska političarka Marija Pejčinović Burić.
Vijeće Europe ne treba miješati s Vijećem Europske unije ili Europskim vijećem, koji su pak tijela Europske unije. Vijeće Europe je samostalna međunarodna organizacija odvojena od Europske unije.

## Utemeljenje i razvoj
Idejni začetnik Vijeća Europe je Winston Churchill, koji je u svom predavanju na Sveučilištu u Zurich 19. rujna 1946.  (tekst govora) izložio ideju o "Sjedinjenim Državama Europe", po uzoru na SAD.
██ Utemeljitelji Vijeća Europe
██ Pridruženi članovi Vijeća Europe
██ Bivši članovi Vijeća Europe
U palači Saint James u Londonu potpisan je 5. svibnja 1949. Statut, kojim je osnovano Vijeće Europe. Statut je potpisalo deset zemalja: Belgija, Francuska, Luksemburg, Nizozemska, Velika Britanija, Irska, Italija, Danska, Norveška i Švedska. Prva sjednica održana je u Strasbourgu, koji je postao i stalnim sjedištem Vijeća. Odmah na početku donesena je i prva velika konvencija - Europska konvencija o ljudskim pravima, potpisana u Rimu 4. studenoga 1950.
Vijeće Europe prva je međunarodna organizacija osnovana nakon Drugoga svjetskog rata, a njezine su glavne zadaće jačanje demokracije, ljudskih prava i vladavine zakona u zemljama članicama. Sastoji se od tri glavna tijela: Komiteta ministara, koji donosi odluke; Parlamentarne skupštine, savjetodavnog tijela, i Kongresa lokalnih i regionalnih vlasti, sa zadatkom jačanja demokratskih ustanova na lokalnom planu. Između 1949. i 1970. još je osam zemalja pristupilo Vijeću: Grčka, Island, Turska, Njemačka, Austrija, Cipar, Švicarska i Malta. U tom razdoblju organizacija je postupno ustanovljavala i razvijala svoj ustroj i glavna tijela. Prvo javno saslušanje Europskog suda za ljudska prava održano je 1960. Prva veća politička kriza u Vijeću nastala je 1967. vojnim pučem u Grčkoj, koja je ponovno primljena tek nakon pada diktature 1974.
U međuvremenu je, u ljetu iste godine, izbila Ciparska kriza. Dvije godine nakon mirne revolucije i okončanja četrdesetosmogodišnje Salazarističke diktature, Portugal je pristupio Vijeću 1976. Godinu dana kasnije, nakon smrti generala Franca, u Vijeće ulazi i Španjolska. Pristupanjem Lihtenštajna, San Marina i Finske uglavnom je završena integracija zapadnoeuropskih država, a u međuvremenu je Vijeće Europe postavilo temelje za pristupanje zemalja srednje i istočne Europe. Parlamentarna skupština Vijeća 1989. ustanovila je status gosta za te zemlje, ako su pristale potpisati završni dokumenat Helsinškog skupa o europskoj sigurnosti i suradnji te Konvenciju Ujedinjenih naroda o ljudskim pravima.
Hrvatska je potpisala sporazum o primanju u Vijeće Europe 6. studenoga 1996. Danas Vijeće Europe okuplja 46 zemalja članica, s oko 657 milijuna ljudi, te surađuje s mnogim drugim organizacijama, posebice s Europskom unijom i Organizacijom za europsku sigurnost i suradnju.

## Cilj
Članak 1.(a) Statuta:
Cilj Vijeća Europe je postići bolju povezanost među svojim članova sa svrhom očuvanja i ostvarivanja ideala i načela koji su im zajednička baština i koja olakšava njihov ekonomski i socijalni napredak.
Vijeće se bavi:
- zaštitom demokracije i vladavine prava
- zaštitom ljudskih prava, posebno:
  - socijalnih prava, u skladu s Europskom socijalnom poveljom
  - jezičnih prava, u skladu s Europskom poveljom o regionalnim i manjinskim jezicima
  - slobodom medija, u skladu s Europskom konvencijom o ljudskim pravima
- promocijom europskog kulturnog identiteta i raznolikosti, u skladu s Okvirnom konvencijom za zaštitu nacionalnih manjina
- problemima kojima se suočava europsko društvo, uključujući diskriminaciju, ksenofobiju, zagađenje okoliša, SIDA, zlouporabu opojnih droga i organiziranog kriminala
- poticanjem demokratske stabilnosti kroz reforme.

## Tijela i institucije
Vijeće Europe čine dva glavna tijela: Odbor ministara, Parlamentarna skupština te tri institucije: Europski sud za ljudska prava, Kongres lokalnih i regionalnih vlasti Europe i Povjerenik za ljudska prava. Na čelu Tajništva Vijeća Europe je glavni tajnik Vijeća Europe.
Odbor ministara tijelo je Vijeća Europe koje donosi odluke. Čine ga ministri vanjskih poslova zemlje članice ili njihovi stalni zastupnici. Parlamentarna je skupština savjetodavno tijelo. Njezine članove određuju nacionalni parlamenti. Kongres lokalnih i regionalnih vlasti Europe savjetodavno je tijelo koje predstavlja lokalne i regionalne vlasti. Na taj su način vlade, nacionalni parlamenti te lokalne i regionalne vlasti zasebno predstavljene. 
Također postoji i Europsko ravnateljstvo za kvalitetu medicine, Grupa Pompidou - grupa za suradnju u suzbijanju zloupotrebe droga i nezakonite trgovine drogom - te Europski odbor za demokraciju kroz pravo, poznatija kao Venecijanska komisija.

## Simboli
Vijeće Europe prvo je uvelo zastavu, koju je kasnije preuzela i Europska unija, poznatiju kao plavu zastavu s dvanaest zlatnih zvjezdica. Himna, koja je također i himna EU, je Oda radosti iz Beethovenove Devete simfonije (od 1972. godine). Dan Vijeća Europe obilježava se 5. svibnja.

## Službeni jezici
Službeni jezici Vijeća Europe su francuski i engleski, a u Parlamentarnoj se skupštini također upotrebljavaju i njemački, talijanski i ruski kao radni jezici. Pod određenim se uvjetima tijekom rasprava omogućuje i prevođenje na druge jezike.

## Članstvo
Danas Vijeće Europe broji 46 država članica. Deset je izvornih država članica koje su osnovale Vijeće Europe:
- Belgija
- Danska
- Francuska
- Irska
- Italija
- Luksemburg
- Nizozemska
- Norveška
- Švedska
- Ujedinjeno Kraljevstvo

Kasnije su se pridružile:
- Grčka (9. kolovoza 1949.)
- Turska (9. kolovoza 1949.)
- Island (9. ožujka 1950.)
- Njemačka (13. srpnja 1950.)
- Austrija (16. travnja 1956.)
- Cipar (24. svibnja 1961.)
- Švicarska (6. svibnja 1963.)
- Malta (29. travnja 1965.)
- Portugal (22. rujna 1976.)
- Španjolska (24. studenoga 1977.)
- Lihtenštajn (23. studenoga 1978.)
- San Marino (16. studenoga 1988.)
- Finska (5. svibnja 1989.)
- Mađarska (6. studenoga 1990.)
- Poljska (26. studenoga 1991.)
- Bugarska (7. svibnja 1992.)
- Estonija (14. svibnja 1993.)
- Litva (14. svibnja 1993.)
- Slovenija (14. svibnja 1993.)
- Češka (30. lipnja 1993.)
- Slovačka (30. lipnja 1993.)
- Rumunjska (7. listopada 1993.)
- Andora (10. listopada 1994.)
- Latvija (10. veljače 1995.)
- Albanija (13. srpnja 1995.)
- Moldavija (13. srpnja 1995.)
- Sjeverna Makedonija (9. studenoga 1995.)
- Ukrajina (9. studenoga 1995.)
- Hrvatska (6. studenoga 1996.)
- Gruzija (27. travnja 1999.)
- Armenija (25. siječnja 2001.)
- Azerbajdžan (25. siječnja 2001.)
- Bosna i Hercegovina (24. travnja 2002.)
- Srbija (3. travnja 2003.)
- Crna Gora (11. svibnja 2007.)

Parlament Bjelorusije imao je poseban gostujući status u Parlamentarnoj skupštini od rujna 1992. do siječnja 1997., međutim to je suspendirano zbog toga što Bjelorusija ne poštuje ljudska prava.
 Vatikan ima promatrački status pri Odboru ministara od 1970.
Neke neeuropske države imaju promatrački status pri institucijama Vijeća Europe:
 Japan i  SAD imaju promatrački status pri Odboru ministara.
 Izrael ima promatrački status pri Parlametarnoj skupštini.
 Kanada i  Meksiko imaju promatrački status pri Odboru ministara i Parlametarnoj skupštini
* Ruska Federacija napustila je Vijeće Europe 15. ožujka 2022.

## Poveznice
- Europska unija
- Lujo Tončić-Sorinj - glavni tajnik Vijeća Europe (1969. – 1974.)
- Marija Pejčinović Burić - glavna tajnica Vijeća Europe (2019. - )

## Vanjske poveznice
- Vijeće Europe - službena internetska stranica
- Statut Vijeća Europe  Arhivirana inačica izvorne stranice od 2. listopada 2013. (Wayback Machine)